# Написание за правата вяра
Написание за правата вяра е произведение на Константин-Кирил Философ, създадено може би в Рим като един от последните му трудове. То е един от най-старите паметници на славянската писменост и ценен извор за източноправославното вероизповедание. Намира се под заглавие „Написание ѡ правѣи вѣрѣ. изущеное Кѡнстантиномъ блаженымь Фїлософомъ. оучителемь о бз3ѣ҃ словѣн'скомоу ѫзикоу“ (Написание за правата вяра, казано наизуст от блажения Константин Философ, учител за Бога на словенски език) на листове 93б–101б в Иван Александровия сборник – среднобългарски ръкопис от 1348 г., пазен в Руската национална библиотека (№ F.I.376). През 1986 г. руският учен Андрей Юрченко открива, че написанието представлява преведен от гръцки език откъс от едно противоиконоборско съчинение на патриарх Никифор I Константинополски.
В текста на изповеданието се казва: „(Вярвам) и в един Св. Дух, Който изхожда само от Бога Отца и е богословен (т.е. нарича се Бог) и славен с Отца и Сина като съестествени и Който с Тях пребъдва... Така изповядвам аз своята вяра заедно с Методий, моят роден брат и най-близък помощник в Божията служба. В тази вяра се състои спасението и нея ние завещаваме на своите ученици, та вярвайки така, те да се спасят и в Страшния ден на Съда пак да ни я предадат (запазвайки я дотогава) истинна, неизменна и съвършена и да застанат отдясно на Господа Иисуса Христа, нашият Истинен Бог, Комуто подобава слава през всички векове. Амин.“